# Västra Järfojaur
Västra Järfojaur är en sjö i Arvidsjaurs kommun i Lappland och ingår i Byskeälvens huvudavrinningsområde. Sjön har en area på 3,45 kvadratkilometer och ligger 390 meter över havet. Västra Järfojaur ligger i Byskeälven Natura 2000-område. Sjön avvattnas av vattendraget Byskeälven.

## Delavrinningsområde
Västra Järfojaur ingår i det delavrinningsområde (731639-163408) som SMHI kallar för Utloppet av Västra Järfojaur. Medelhöjden är 409 meter över havet och ytan är 30,91 kvadratkilometer. Räknas de 3 avrinningsområdena uppströms in blir den ackumulerade arean 132,14 kvadratkilometer. Avrinningsområdets utflöde Byskeälven mynnar i havet. Avrinningsområdet består mestadels av skog (82 procent). Avrinningsområdet har 4,28 kvadratkilometer vattenytor vilket ger det en sjöprocent på 13,8 procent.